# Тагмазян, Оганес Овакимович
Огане́с Оваки́мович Тагмазя́н (арм. Հովհաննես Հովակիմի Թահմազյան; 11 января 1970, Ленинакан, Армянская ССР, СССР) — советский и армянский футболист, защитник. Ныне является тренером и входит в тренерский штаб гюмрийского «Ширака», за который выступал, будучи игроком.

## Клубная карьера
Тагмазян начал играть в составе «Ширака», ещё в то время представляющий город Ленинакан, с 1991 года. В том году команда заняла 2-о место во Второй низшей лиги чемпионата СССР. Затем последовал распад СССР и образование Федерации футбола Армении, под опекой которой находилась Высшая, Первая лиги и розыгрыш Кубка. Тагмазян в составе «Ширака» в дебютном розыгрыше чемпионата Армении стал золотым призёром. В составе гюмрийского клуба становился многократным чемпионом Армении и обладателем Суперкубка, но ни разу не завоёвывал Кубок. Трижды доходил с командой до финала (1993, 1994, 1999) и каждый раз «Ширак» проигрывал сопернику. Что не получалось сделать с «Шираком», Тагмазян сделал выступая за аштаракскую «Мику», в которую перешёл в 2004 году. В её составе он дважды становился обладателем Кубка (2005, 2006) и единожды обладателем Суперкубка (2006). Отыграв в чемпионате 2007 года 6 игр за «Мику», вернулся в родной «Ширак».
В клубе, испытывающем спад в течение последних восьми лет, очень много проблем. Тагмазян, имеющий дух лидера, периодически берёт инициативу на себя. иногда это оборачивается ему предупреждениями, которые впоследствии получаются одноматчевыми дисквалификациями. В 2009 году, после завершения карьеры Вардана Бичахчяна, стал капитаном «Ширака».
В последние сезоны является самым возрастным играющим футболистом чемпионата Армении. Оганес Тагмазян первый футболист преодолевший планку 300 матчей (23 октября 2004 год) и 400 матчей в Высшей лиге (в дальнейшем Премьер-лига) Армении. В настоящее время является рекордсменом по количеству матчей проведённых в Высшей/Премьер-лиге — 450 (статистика за 21 марта 2011 года).
В начале 2011 года, из-за своего возраста, подумывал о завершении карьеры игрока и переходе в тренерскую структуру клуба «Ширак», но позже продлил контракт на один год. В конце сентября объявил о завершении карьеры игрока и переход на тренерскую деятельность в клубе.

## Достижения

### Командные
Ширак
- Чемпион Армении: 1992, 1994, 1995, 1999
- Серебряный призёр чемпионата Армении: 1993, 1995/96, 1997, 1998, 2002
- Бронзовый призёр чемпионата Армении: 2000, 2003
- Финалист Кубка Армении: 1993, 1994, 1999
- Обладатель Суперкубка Армении: 1996, 1999, 2003

Мика
- Серебряный призёр чемпионата Армении: 2004, 2005
- Бронзовый призёр чемпионата Армении: 2006
- Обладатель Кубка Армении: 2005, 2006
- Финалист Кубка Армении: 2011
- Обладатель Суперкубка Армении: 2006

### Личные
- Рекордсмен по количеству матчей в Премьер-лиге Армении: 449
- Рекордсмен по количеству матчей в Кубке Армении: 83